# Ely S. Parker
Ely Samuel Parker (1828 – 31 août 1895), né Hasanoanda, plus tard connu sous le nom de Donehogawa, est un avocat, ingénieur, et un diplomate entre le gouvernement des États-Unis et les Amérindiens, issu du peuple Sénéca de l'État de New York. Lieutenant-colonel dans le camp de l'Union durant la guerre de Sécession, il fut officier adjoint auprès du général Ulysses S. Grant, et aida à rédiger le texte de la reddition des Confédérés à Appomattox. Devenu président, Grant le nomma commissaire aux affaires indiennes, ce qui fit de lui le premier Amérindien à ce poste, de 1869 à 1871. 

## Biographie

### Origine et premières années
Ely Samuel Parker est né en 1828 à Indian Falls, dans l'État de New York, alors partie de la réserve de Tonawanda. Il est le sixième enfant d’Elizabeth et William Parker. Né Ha-sa-no-an-da, il est baptisé Samuel Parker. Il est issu de familles influentes chez les Sénécas. Son père, meunier de métier et pasteur baptiste, est également un chef sénéca respecté, ayant combattu pour les États-Unis durant la guerre de 1812. Sa mère est la petite-fille de Sos-he-o-wa, successeur du grand chef spirituel iroquois Handsome Lake.
Ses parents encouragent vivement l’éducation pour leurs enfants, qui portent des prénoms chrétiens : Spencer Houghton Cone, Nicholson Henry, Levi, Caroline (Carrie), Newton, et Solomon, tous avec le nom de famille Parker. Son frère aîné, Nicholson Parker, devient un orateur influent parmi les Sénécas, dans la lignée de leur célèbre parent Red Jacket. Ely Parker suit une éducation classique dans une école de missionnaire et maîtrise parfaitement l’anglais et le seneca. Il poursuit également des études supérieures, construisant sa vie autour de son identité sénèque et son rôle au sein de la société américaine.
Dès les années 1840, lorsque Parker est adolescent, la maison familiale devient un lieu de rencontre pour des chercheurs non autochtones intéressés par la culture iroquoise, comme Lewis Henry Morgan, Henry Rowe Schoolcraft, et John Wesley Powell. Ces échanges contribuent à l’émergence de l’ethnologie et de l’anthropologie comme disciplines académiques.

### Début de carrière
Jeune adulte, Parker travaille dans un cabinet juridique à Ellicottville, New York, où il étudie le droit pendant trois ans. Cependant, il se voit refuser l’accès à l’examen du barreau car, en tant que sénéca, il n’est pas considéré comme citoyen des États-Unis. Ce statut n’est accordé à tous les Amérindiens qu’en 1924 avec l’Indian Citizenship Act, bien que certains aient déjà obtenu la citoyenneté par d’autres moyens, comme le service militaire.
Parker rencontre Lewis Henry Morgan lors d’une visite en librairie. À l’époque, Morgan est un jeune avocat qui fonde "The Grand Order of the Iroquois", une fraternité inspirée des idéaux iroquois. Leur amitié rapproche leurs cultures respectives. Parker introduit Morgan à la réserve de Tonawanda, devenant sa principale source d’information sur les Sénécas et les autres nations iroquoises. En reconnaissance, Morgan dédie son livre League of the Iroquois à Parker, affirmant que "les matériaux sont le fruit de nos recherches communes".
Cette collaboration est déterminante pour les deux hommes : Parker facilite la carrière anthropologique de Morgan, tandis que Morgan aide Parker à établir des connexions dans la société blanche. Avec son soutien, Parker est admis à l’Institut polytechnique Rensselaer de Troy, New York, où il étudie l’ingénierie.

### Carrière
Parker travaille comme ingénieur civil avant le début de la guerre de Sécession. Il devient ensuite Commissaire aux Affaires indiennes sous la présidence de Ulysses S. Grant, un poste que Morgan lui-même avait aspiré à occuper.
Parker commence sa carrière publique comme interprète et diplomate pour les chefs sénécas dans leurs négociations avec le gouvernement des États-Unis sur les droits territoriaux et les traités. En 1852, il est nommé sachem des Sénécas sous le nom de Donehogawa, "Gardien de la Porte Ouest de la Longue Maison des Iroquois" (Keeper of the Western Door of the Long House of the Iroquois).
En tant qu’ingénieur, Parker travaille notamment sur l’entretien et l’amélioration du canal Érié. En supervisant des projets gouvernementaux à Galena, dans l'Illinois, il se lie d’amitié avec Ulysses S. Grant, une relation qui se révèle utile par la suite.

### Guerre de Sécession

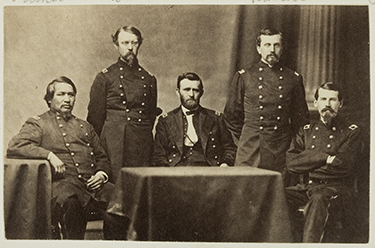
Une photographie montrant le général Ulysses S. Grant entouré de son état-major, comprenant (de gauche à droite) : Ely Parker (assis à gauche), Adam Badeau, le général Grant (assis à la table), Orville Elias Babcock et Horace Porter.

Au début de la guerre de Sécession, Ely Parker tente de lever un régiment de volontaires iroquois pour combattre aux côtés de l'Union, mais se heurte au refus du gouverneur de New York, Edwin D. Morgan. Il essaie ensuite de s’enrôler comme ingénieur dans l’armée de l’Union, mais le secrétaire à la Guerre, Simon Cameron, lui répond qu’en tant qu’Amérindien, il ne peut pas s’engager.
Parker sollicite alors son collègue et ami Ulysses S. Grant, dont les forces manquent d'ingénieurs. En mai 1863, il est nommé capitaine et affecté au général de brigade John Eugène Smith, qui fait de lui l’ingénieur en chef de sa 7e division durant le siège de Vicksburg. Smith le qualifiera plus tard de « bon ingénieur ».
Lorsque Grant prend le commandement de la division militaire du Mississippi, Parker devient son aide de camp durant la campagne de Chattanooga. Il suit ensuite Grant au quartier général de l’armée de l’Union, où il le sert pendant la campagne terrestre et le siège de Petersburg. À Petersburg, il est nommé secrétaire militaire de Grant avec le grade de lieutenant-colonel et rédige une grande partie de sa correspondance.

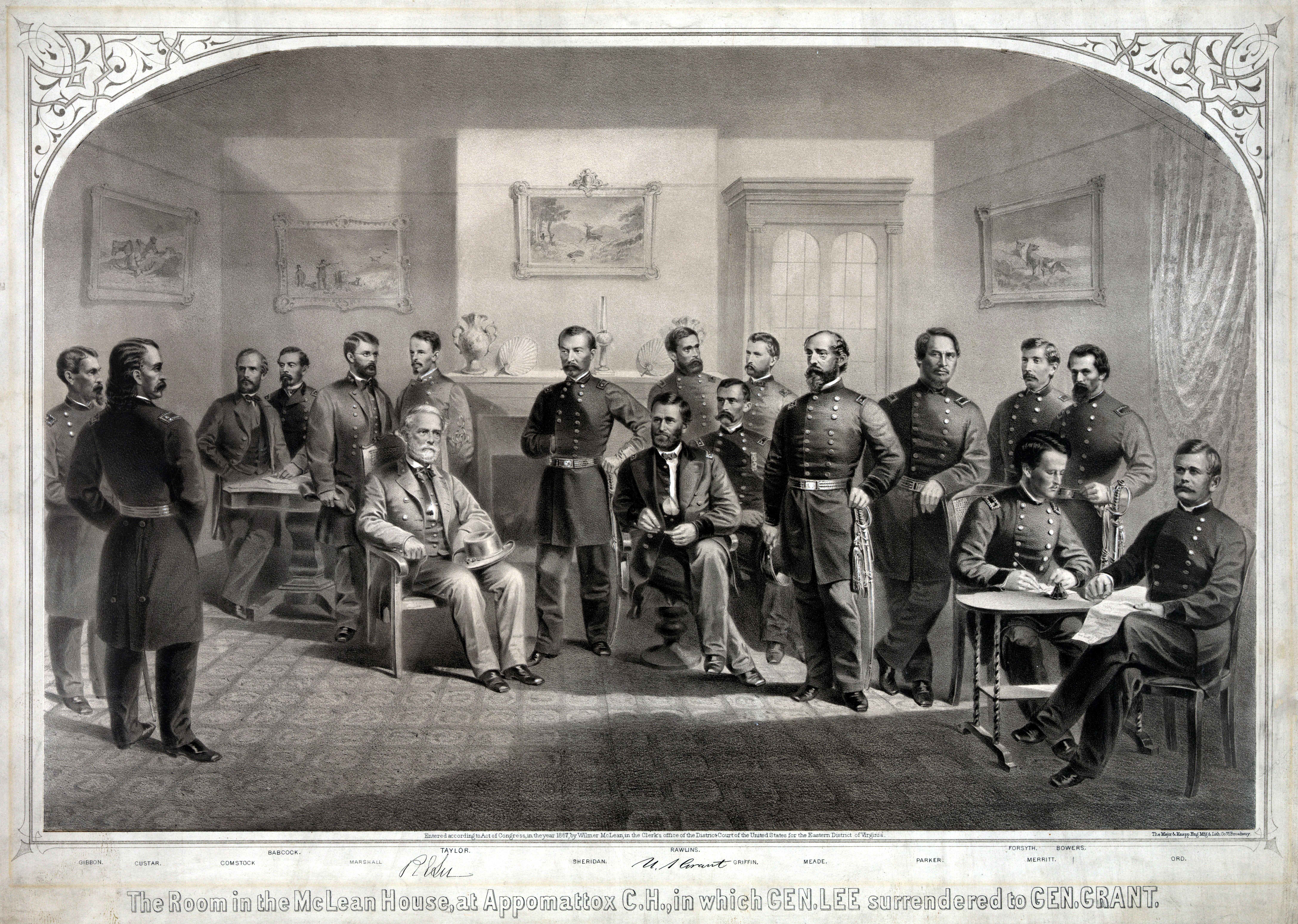
Surrender at Appomattox, un portrait illustrant la reddition du général confédéré Robert Lee, montre Ely Parker debout au dernier rang (troisième à partir de la droite).

Parker est présent lors de la reddition du général confédéré Robert E. Lee à Appomattox en avril 1865. Il aide à rédiger les termes de la capitulation, qui sont de sa main. Lors de cet événement, Lee, le regardant un instant, lui aurait dit : « Je suis heureux de voir ici un véritable Américain. » Parker aurait répondu : « Nous sommes tous Américains. » Il est promu brigadier général breveté des volontaires des États-Unis le 9 avril 1865, puis de l'armée régulière le 2 mars 1867.

### Après-guerre
Après la guerre, Parker est nommé officier dans le 2e régiment de cavalerie des États-Unis le 1er juillet 1866. Il redevient secrétaire militaire de Grant, désormais général en chef de l’armée américaine, avec le grade de colonel. Il est membre de la Southern Treaty Commission, chargée de renégocier les traités avec les tribus ayant soutenu la Confédération, principalement en territoire indien. Il démissionne de l’armée le 26 avril 1869, avec le grade de brigadier général breveté de l’armée régulière.
Parker est élu compagnon vétéran de la New York Commandery de la Military Order of the Loyal Legion of the United States, une société militaire regroupant des officiers de l’Union et leurs descendants.

### Nomination sous Grant
Peu après son accession à la présidence en mars 1869, Ulysses S. Grant nomme Parker Commissaire aux Affaires indiennes, ce dernier devenant ainsi le premier amérindien à occuper ce poste. Parker joue un rôle clé dans la mise en œuvre de la « politique de paix » de Grant envers les tribus de l’Ouest. Sous sa direction, le nombre d’opérations militaires contre les Amérindiens diminue, et un effort est fait pour accompagner les tribus dans leur transition vers la vie en réserve.
En 1871, cependant, William Welsh, un ancien commissaire aux Affaires indiennes mécontent, accuse Parker de corruption. Bien qu’une enquête menée par le Comité des crédits de la Chambre des représentants le blanchisse de toute faute grave, son poste est privé d’une grande partie de ses pouvoirs, et il démissionne la même année.

### Dernières années et décès
Après avoir quitté le gouvernement, Parker investit en bourse. Initialement prospère, il perd sa fortune durant le krach de 1873.
Grâce à ses relations, il obtient un poste administratif au sein du Comité des fournitures et réparations de la Commission des commissaires de la police de New York. Pendant cette période, il reçoit fréquemment la visite de Jacob Riis, photographe célèbre pour ses travaux sur les conditions de vie dans les quartiers pauvres.
Parker passe ses dernières années dans la pauvreté, affaibli par des maladies rénales, le diabète et une série d'attaques cérébrales,. Il meurt à Fairfield, dans le Connecticut, le 31 août 1895. Il est initialement enterré avec les honneurs militaires dans cette région,, mais les Sénécas estiment que ce territoire algonquien n’est pas approprié pour son repos final. À la demande de sa veuve, son corps est exhumé le 20 janvier 1897 et réinhumé au Forest Lawn Cemetery à Buffalo, New York, près de son ancêtre Red Jacket, célèbre orateur sénéca, et d’autres figures notables de l’Ouest de l’État de New York.

### Vie personnelle
En 1867, Parker épouse Minnie Orton Sackett (1849-1932), une femme blanche. Le couple a une fille, Maud Theresa Parker (1878-1956).